# سه رود کیسو

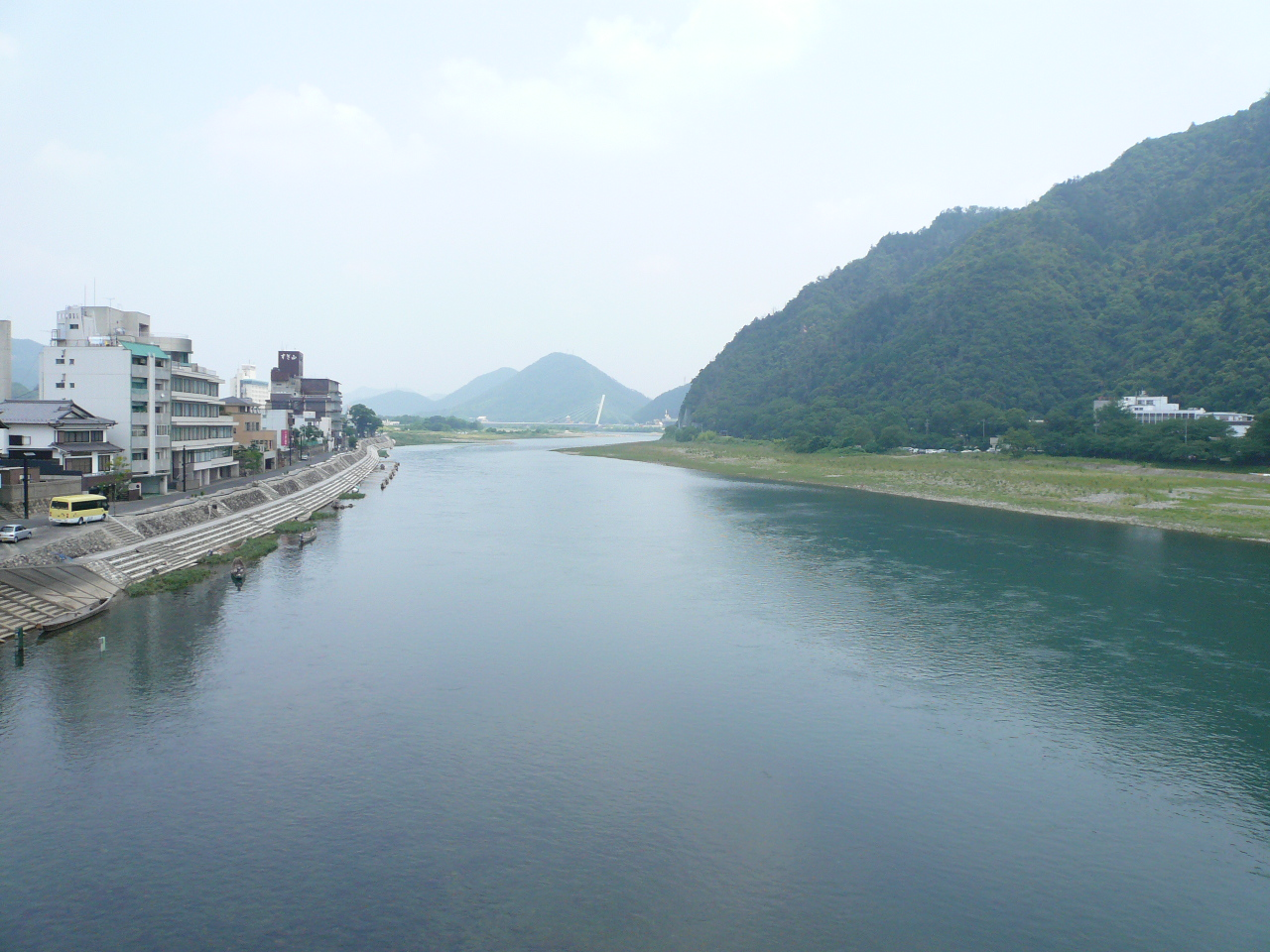
رود ناگارا در گیفو (شهر)

سه رود کیسو یا سه رود نوبی (به ژاپنی: 木曽三川 Kiso Sansen) به سه رودخانه بزرگ که در دشت آبرفتی در آبرفت نوبی در ژاپن جریان دارد گفته می شود. این سه رود عبارت هستند از رود کیسو، رود ایبی و رودخانه ناگارا